# Альто-дель-Техуэло

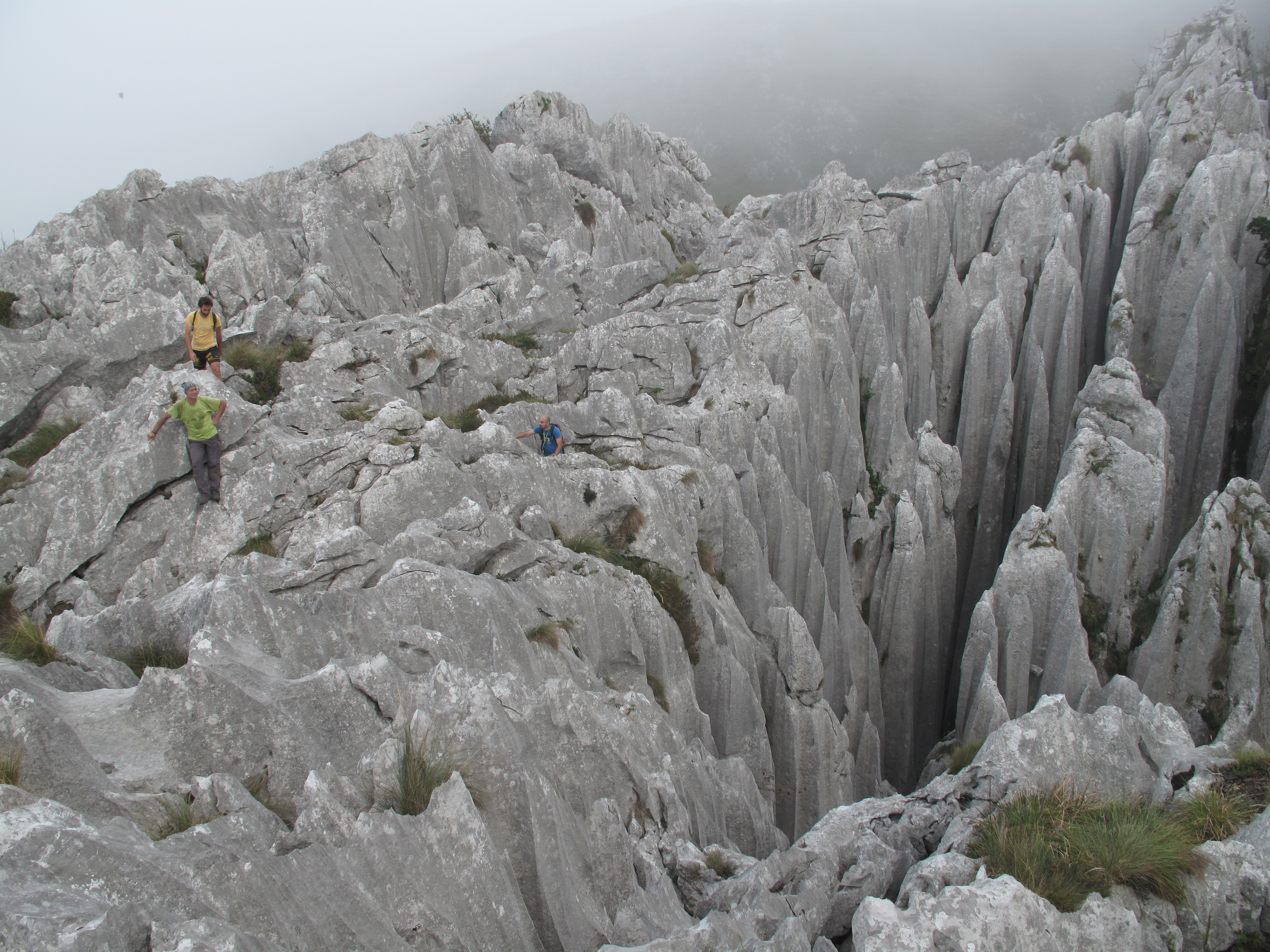
Глубокие карры на массиве

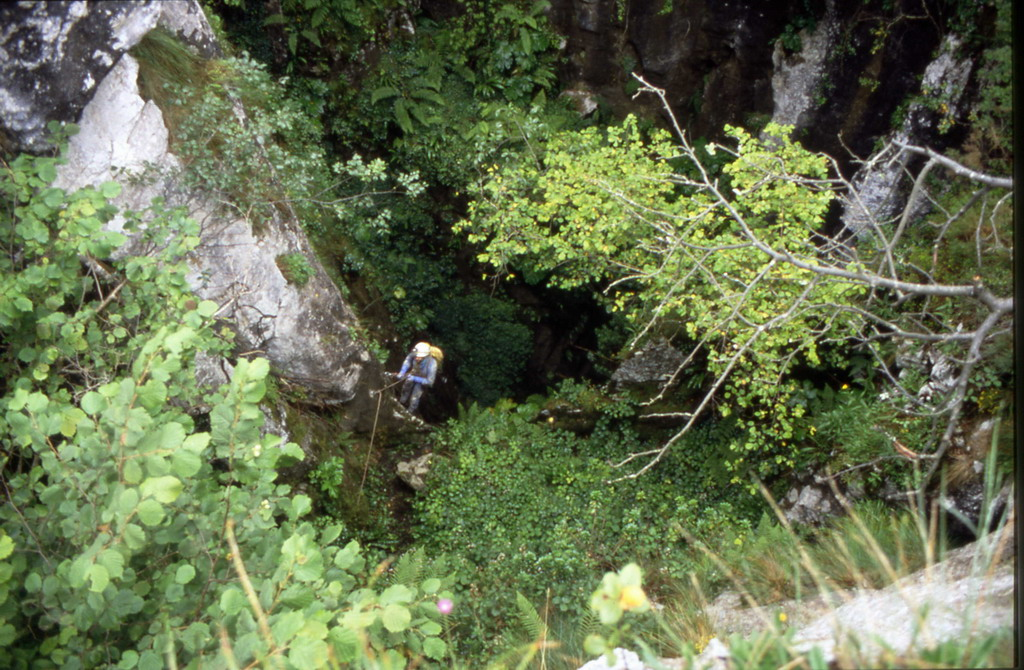
Вход в одну из пещер системы, Торка-дель-Котеро, 2006 год

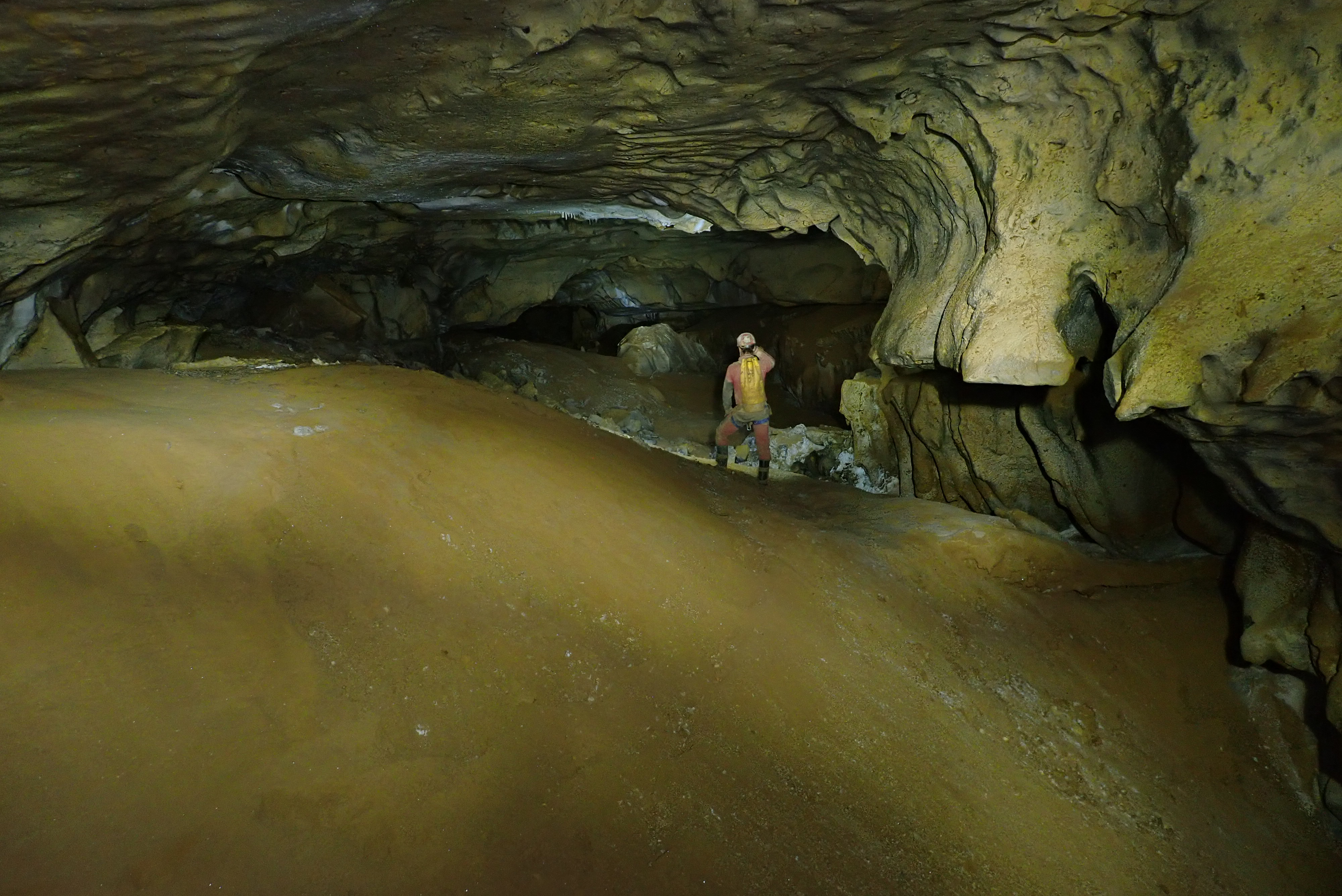
Галерея Агухас-де-Кристал (Кристальных игл)

Пещерная система Альто-дель-Техуэло (исп. Sistema Alto del Tejuelo) — самая длинная пещера Испании, вторая в Европе и одна из самых протяжённых карстовых пещер мира. По состоянию на 2025 год суммарная протяжённость ходов достигает 213 км.

## Описание
Система образована соединением двух десятков пещер, со входами на уровне от 304 до 930 м н.у.м. Располагается в массиве горы Порраколина в Кантабрийских горах, между реками Мьера и Асон, административно — в провинции Кантабрия. Название системы дано в честь одноимённой вершины Альто-дель-Техуэло высотой 950 м. Это название система получила лишь в 2002 году после очередного соединения крупных пещер.
Вмещающий пещеру массив представляет собой водоупорные породы нижнего мелового периода, поверх которых располагаются известняки мощностью до 800 м ургонского комплекса.
Пещера имеет чёткое разделение на три уровня: входные вертикальные колодцы; средний уровень лабиринта галерей и гротов, в том числе очень крупных; и уровень донных меандров. Это указывает на несколько фаз формирования пещер массива, связанных с общей геологической и тектонической эволюцией массива. Процесс начался 5.4 млн лет назад с формированием галерей на современной отметке 400 м над уровнем моря, эти ходы образовались во фреатической зона. В конце третичного периода Кантабрийские горы испытывают поднятие, в результате чего понижается базис эрозии. В периоды оледенения уже проработанные ходы пещеры заполнялись рыхлыми отложениями. Впоследствии, при потеплении и увеличении осадков рыхлый материал был вновь вынесен водой через образовавшийся нижний этаж современного водотока.
В системе имеется две разных речных системы. Подземная река Эулохио (Río Eulogio), заканчивается сифоном, течёт на восток и, предположительно, выходит в долину через источник Кубио-Браманте. Река Канто-Энкарамадо (Río del Canto Encaramado) течёт на север и, предположительно, разгружается через источник Эль-Молино.

### Пещеры, входящие в систему

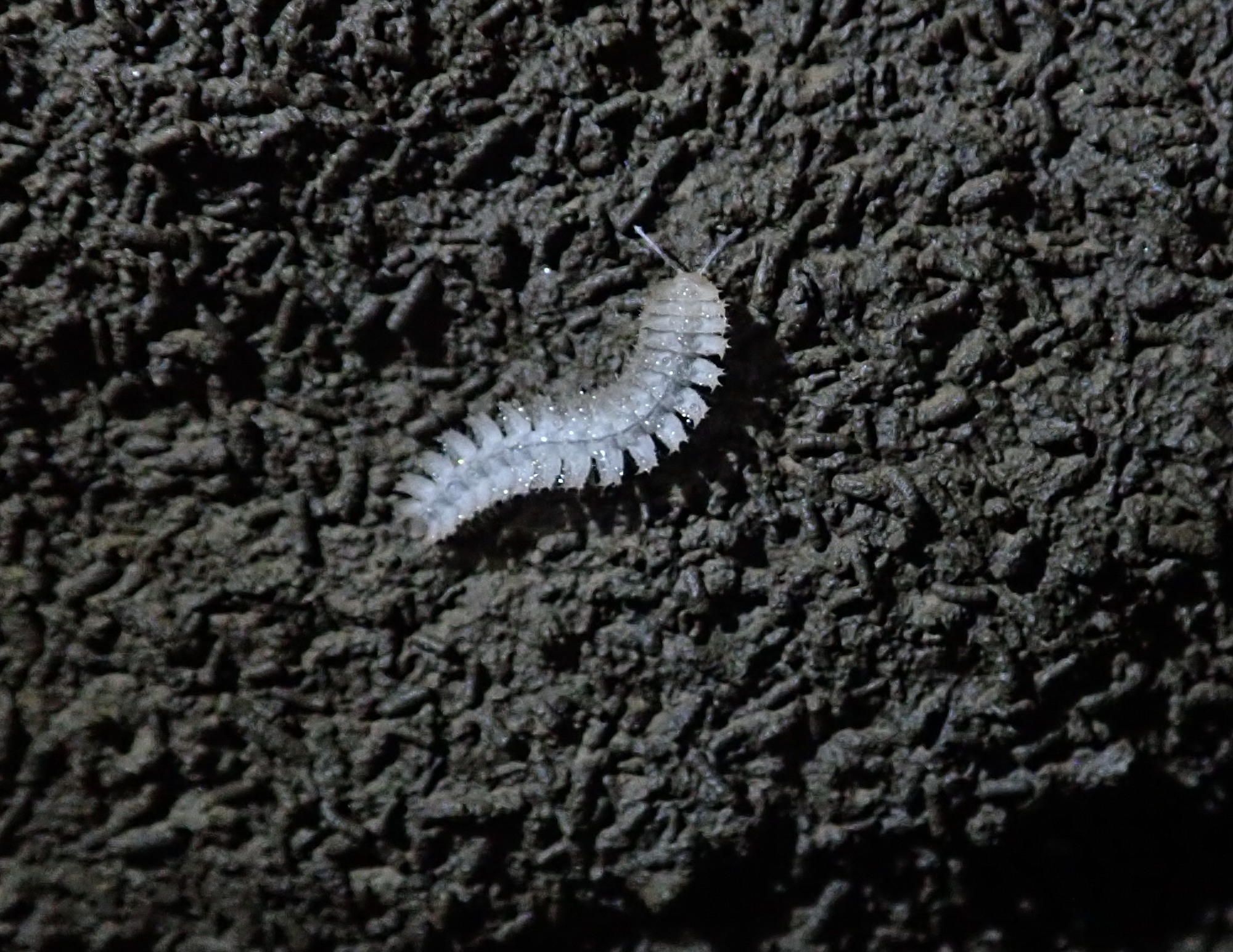
Cantabrodesmus lorioli, в пещере Альто-дель-Техуэло, 2021 год

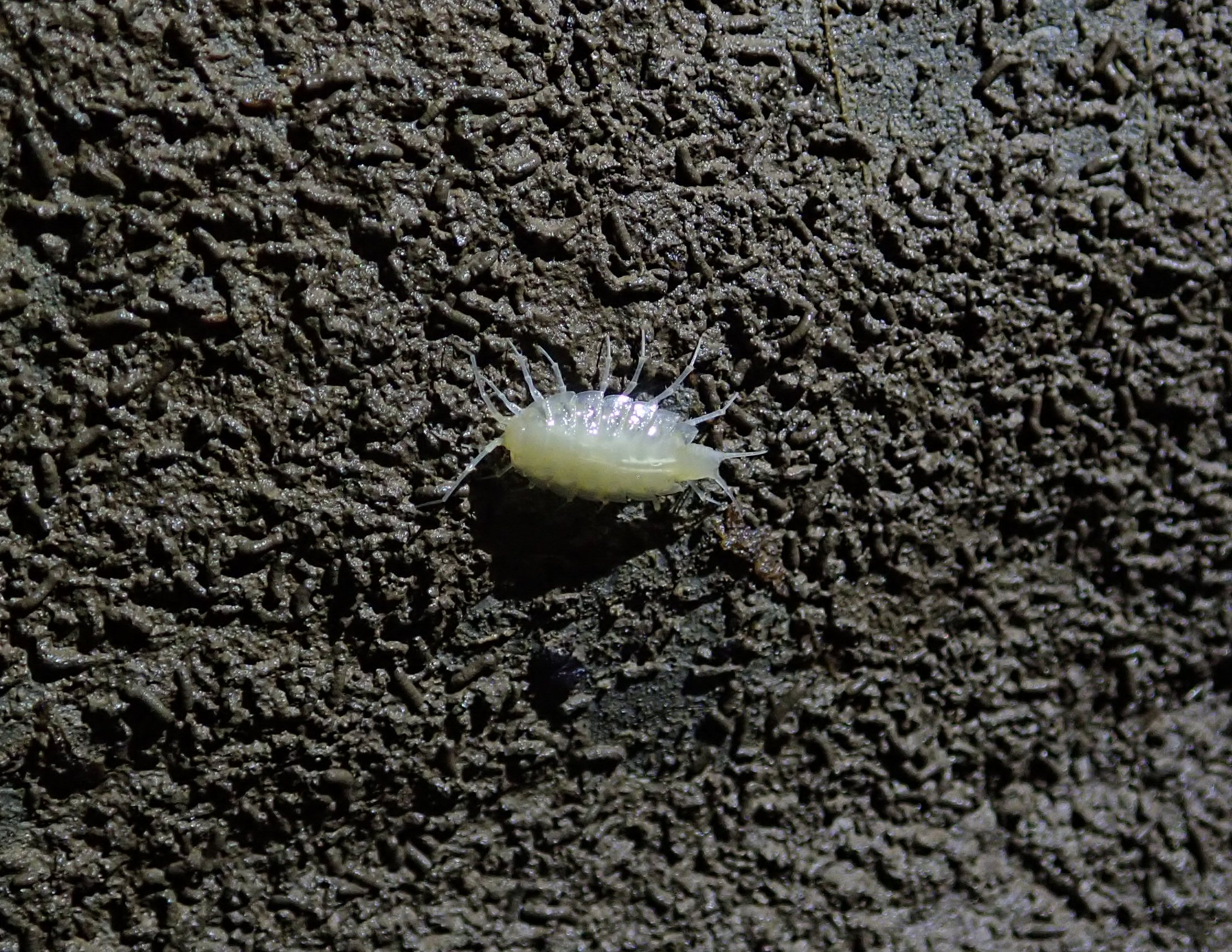
Cantabroniscus primitivus в пещере Альто-дель-Техуэло

- Torca del Canto Encaramado
- Torca de La Canal
- Torca de Bernallán
- Torca del Cotero
- Torca de Los Moros
- Torca de Riañón
- Torcón del Haya
- Torca del Rio Perdido
- Torca del Pasillo
- Sumidero de Calleja Lavalle
- Torca de Yeguas
- Torca Grande de la Mazuela/PlanB
- Torca del Tejo
- Torca Escalones / Tres Ojos
- Torca del Maxou Picchu
- Torca de las Hormigas
- Torca TB41
- Torca Sin Humo / Osezno
- Torca de Aitken

## Спелеофауна
В пещере встречаются несколько троглобионтов: многоножка Cantabrodesmus lorioli (эндемик пещер Кантабрии), ракообразные Cantabroniscus primitivus (эндемик севера пиренейского полуострова), и другие.

## История исследования
Первые исследования карстового массива проводят в 1950-60 годах, в основном французские спелеологи, спелеоклуб Дижона. В дальнейшем к поиску и прохождению пещер подключаются несколько клубов Испании, а также спелеологи Бельгии. В 1980 году найдена пещера Торкон-дель-Хая с вертикальным колодцем глубиной −274 м. В апреле 1982 года пройдена пещера Торка-де-Берналлан на глубину 400 м. В 1986 году в этой же пещере впервые найден проход к основному уровню древних галерей. 1993 год, обнаружен первый коллектор в этом районе, в пещере Куэва-де-лос-Морос. В 1998 году спелеологи в пещере Куэва-де-лос-Морос выходят к реке Эулохио в соседней пещере Торка-де-ла-Каналь. Это первое соединение пещер в систему. 2000 год, открыта подземная река Бернальян. 2002-2006 год, соединение ряда пещер, система приобретает современное название Альто-дель-Техуэло. В дальнейшем продолжается присоединение пещер к системе. В 2024 году после соединения в пещерах Торка-Айткин и Торка-де-лас-Ормигас протяжённость систему преодолевает отметку 200 км.